# ベルリン地下鉄1号線
ベルリン地下鉄1号線（独: Linie U1）は、ベルリン地下鉄の路線である。9kmの路線を有し、駅数は13駅である。昔は「BⅡ線」と呼ばれていた。ベルリンの東西間を走っており、ヴァルシャウアー・シュトラーセ駅から始まり、クロイツベルク地区、クーアフュルステンダムのヴィッテンベルクプラッツを通過する。U1の東部分に設置されている高架線は、ベルリンで最も古い。

## 歴史

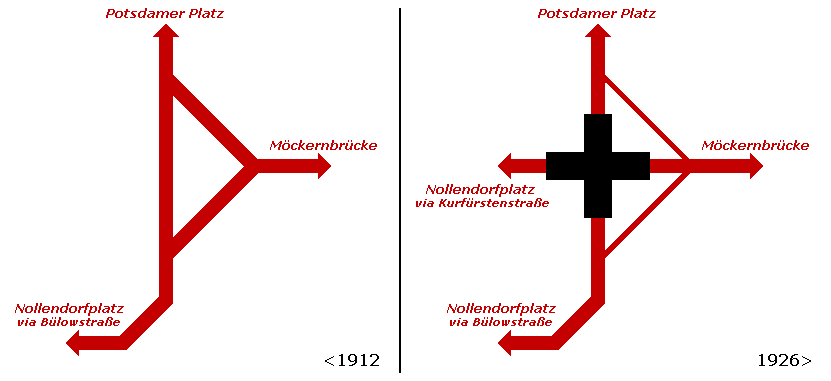
グライスドライエック駅付近の変更前後

## 延長計画
1号線の東部から、フランクフルター・トーア駅（U5）まで延長する計画があるものの、その実現は未確定である。
2014年には、南方向へSバーンなどの線路に沿って高架線を建設し、オストクロイツ駅まで延長する別案も公表されている。
1号線の西部では、アデナウアープラッツ駅（U7）へ、さらにテオドーア・ホイス・プラッツ駅（U2）まで延長することが計画されている。